# Verba volant, scripta manent
 Verba volant, scripta manent лат. (верба волант, скрипта манент) "Ријечи лете, а записано остаје".

## Поријекло изреке
Поријекло ове изреке није познато.

## Исто другачије
Латини исти смисао одређују и  ријечима:  Scripta manent

## У српском језику
Иво Андрић и Меша Селимовић кажу: «Што није записано, није ни било»

## Тумачење
Ријечи се заборављају, оне пролијећу. Треба записати. Само се записано не заборавља.